# Edinburgh-i Fesztivál
Az Edinburgh-i Fesztivál egy csokorra való különböző fesztivál összefoglaló neve, melyek augusztustól kora szeptemberig tartanak (átfedésekkel) Skócia fővárosában, Edinburgh-ban.

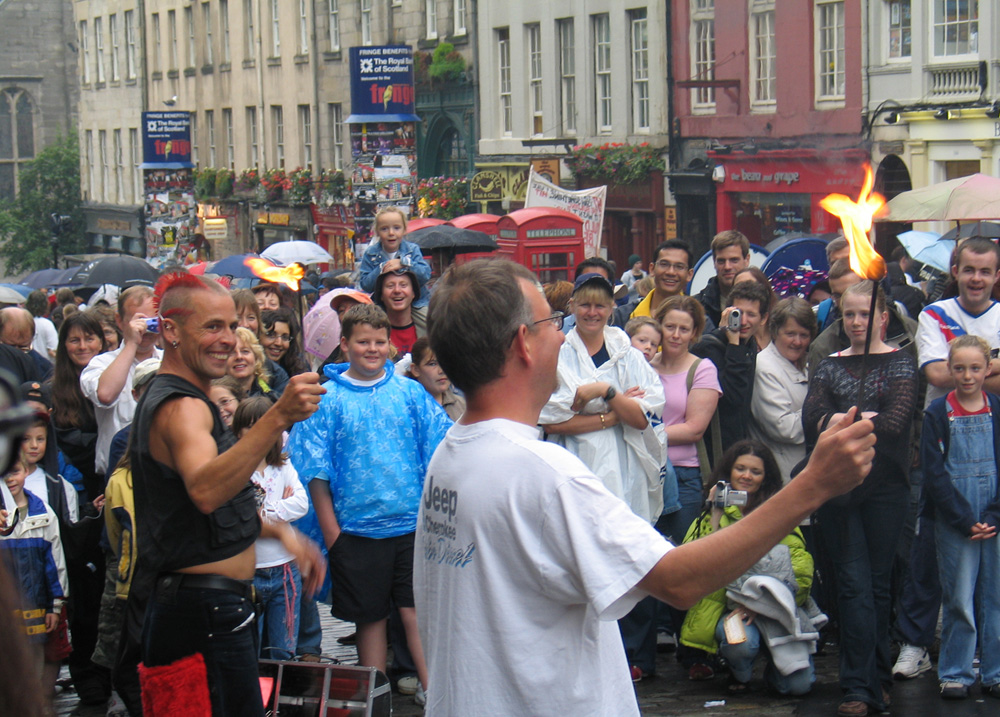
Utcai előadó a Királyi Mérföldön (2004)

- Edinburgh-i Nemzetközi Fesztivál (Edinburgh International Festival): az eredeti és hivatalos fesztivál, melyen klasszikus és kortárs színtársulatok, opera szerzemények, zenedarabok és táncosok képviseltetik magukat.
- Edinburgh-i Alternatív Művésztalálkozó és Fesztivál (röviden angolul: „The Fringe”): először alternatív zenei fesztiválként indult, amely ma már a világ legnagyobb művészeti fesztiválja, olyan művészetekkel, mint színház, komédia, zene és tánc.
- Edinburgh-i Nemzetközi Filmfesztivál (Edinburgh International Film Festival)
- Edinburgh-i Nemzetközi Könyvfesztivál (Edinburgh International Book Festival)
- Edinburgh-i Katonazenekar Fesztivál (Edinburgh Military Tattoo)
- Edinburgh-i Jazz és Blues Fesztivál (Edinburgh Jazz and Blues Festival)
- Edinburgh-i Nemzetközi Televíziós Fesztivál (Edinburgh International Television Festival)
- Edinburgh-i Interaktív Szórakozások Fesztiválja (Edinburgh Interactive Entertainment Festival)
- Edinburgh-i Művész Fesztivál (Edinburgh Art Festival)
- Kortárs Művészek Fesztiválja (Edinburgh Annuale)

Egyéb Edinburgh-i fesztivál:
- Edinburgh-i Nemzetközi Tudományos Fesztivál (Edinburgh International Science Festival), áprilisban rendezik meg
- Edinburgh-i Húsvéti Fesztivál (Edinburgh Easter Festival)
- Nemzetközi Színház Fesztivál Gyerekeknek (Children's International Theatre Festival)
- Kelta Kapcsolatok (Celtic Connections) helyettesíti az Edinburgh-i Folk Fesztivált
- Beltane Tűz Fesztivál (Beltane Fire Festival) kelta ünnep áprilisban
- Edinburgh-i Nemzetközi Hárfa Fesztivál (Edinburgh International Harp Festival)
- Skót Nemzetközi Mesemondó Fesztivál (Scottish International Storytelling Festival)
- Gót Zenei Fesztivál (Dark City Festival)
- Edinburgh-i Nemzetközi Internet Fesztivál (Edinburgh International Internet Festival)